# موونتویل (کارولینای جنوبی)
موونتویل(به انگلیسی: Mountville) شهری در ایالت کارولینای جنوبی کشور ایالات متحده آمریکا است که جمعیت آن در سرشماری سال ۲۰۱۰ میلادی، ۱۰۸ نفر بوده‌است.